# Penangodyna tibialis
Penangodyna tibialis là một loài nhện trong họ Dictynidae. Chúng được Jörg Wunderlich miêu tả năm 1995, và chỉ được tìm thấy ở Malaysia.